# Clopton (Northamptonshire)
Clopton – wieś w Anglii, w hrabstwie Northamptonshire, w dystrykcie (unitary authority) North Northamptonshire. Leży 37 km na północny wschód od miasta Northampton i 103 km na północ od Londynu. Miejscowość liczy 134 mieszkańców.